# Nil Bohigas
Nil Bohigas Martorell (Barcelona, 1 de abril de 1958-13 de junio de 2016) fue un alpinista, explorador ártico y empresario español.

## Biografía
Bohigas se inició en el montañismo y el alpinismo en las montañas catalanas en los años 1970, junto a un nutrido grupo de jóvenes entre los que se encontraba su hermano Néstor. En los años 1980 se sucedieron ya las escaladas en los Alpes primero y el Himalaya después. Su primera gran montaña escalada, con otros dos compañeros, fue la cumbre del Saraghrar, con 7349 metros (1982). Siguieron dos intentos fallidos (1983 y 1985) al Everest por la arista norte, donde hizo cumbre finalmente en 1988 (año en que saltó en parapente de la misma montaña desde la arista oeste, a 7800 metros). En la misma época realizó varias cumbres en solitario, como  el Baruntse y el Cho-Polu. En 1984, junto a Enric Lucas, abrió una vía estilo alpino por la cara sur del Annapurna. Como explorador ártico, en 1991 fue el primer español en alcanzar el Polo Norte magnético con una travesía en solitario a pie de unos 780-800 kilómetros en 78 días.